# Нармуч
Нармуч (рос. Нармуч) — присілок у Гусь-Хрустальному районі Владимирської області Російської Федерації.
Входить до складу муніципального утворення Муніципальне утворення «Селище Уршельський». Населення становить 66 осіб (2010).

## Історія
Присілок розташований на землях фіно-угорського народу мещери.
Від 1929 року належить до Гусь-Хрустального району. Спочатку у складі Івановської промислової області, а від 19 серпня 1944 року — Владимирської області.
Згідно із законом від 25 травня 2005 року входить до складу муніципального утворення Муніципальне утворення «Селище Уршельський».

## Населення
| 2010 |
| ---- |
| 66   |